# Вишківський замок
48°00′20″ пн. ш. 23°27′33″ сх. д. / 48.00556° пн. ш. 23.45917° сх. д.
Ви́шківський замок — руїни замку біля смт Вишково Хустського району Закарпатської області.
Місцем будівництва укріплення була обрана гора Варгедь, заввишки 589 м. Гора розташована у межах Гутинського масиву, на південний схід від сучасного селища Вишково, яке колись мало статус міста. За 3 кілометри на південь від гори проходить сучасний українсько-румунський кордон, а за 3 кілометри на північ — протікає річка Тиса. Вже після будівництва укріплень гору стали називати «Варгедь» («Várhegy» — угор. Замкова гора).

## Історія

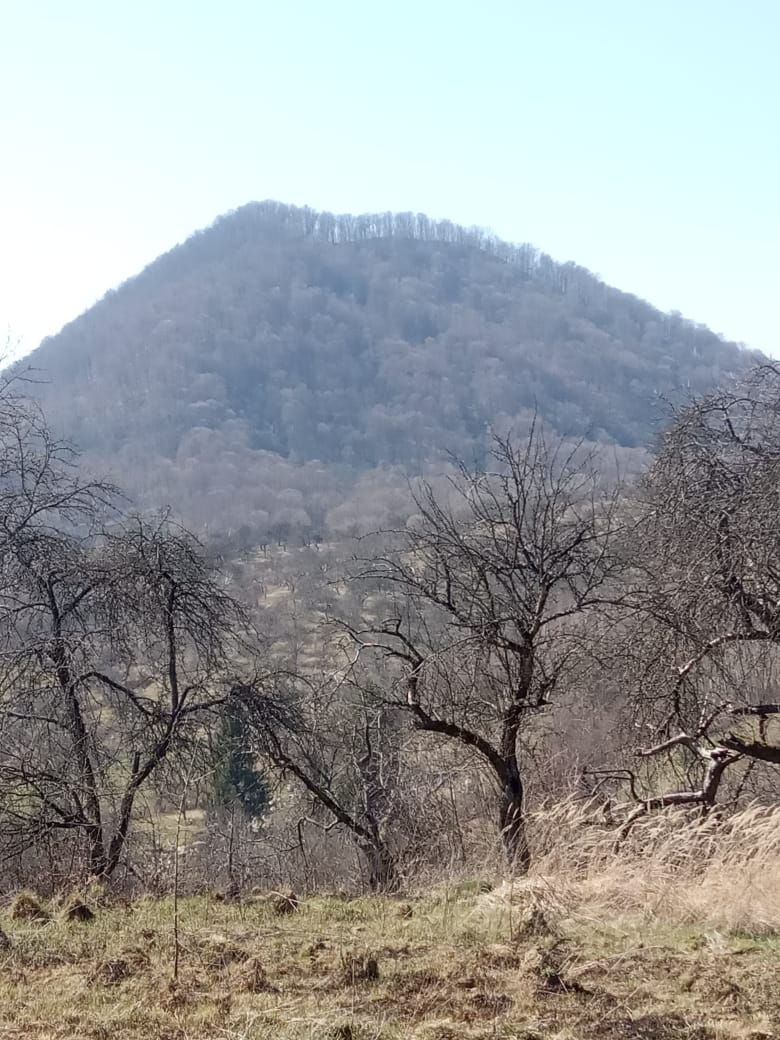
гора Варгедь

В письмових джерелах замок уперше згадується у період з 1274–1281 р., коли на горі неподалік від Вишково феодали Міко та Чепа з роду Гонтпазмань будують замок. З одного боку цей форпост мав захищати приватні феодальні володіння (на кін. 13 — поч. 14 століть припадає пік міжусобиць угорських феодалів), з іншого боку у нього було важливіше завдання загальнодержавного значення — замок захищав соляні копальні Мармароша і контролював перевезення солі по Тисі. Перша згадка про нього стосується 1299 року, коли Ендре ІІІ повернув братам Гонтпазмань і залишив за ними право володіння, а в 1300 році Ендре ІІІ забрав замок і обміняв його на три села. З першої половини XIV ст. уже не згадується.
Вишківський замок був одним з декількох «соляних» замків (три інші — Хустський замок, замок Нялаб і Виноградівський замок Канків), зведених уздовж Тиси, які брали участь у захисті так званого «соляного шляху». Цей шлях брав початок від багатих соляних копалень Солотвино і тягнувся до Центральної Угорщини. Торгівля сіллю приносила Угорщині величезний прибуток, тому забезпечення безпеки соляних копалень і соляного шляху мало першочергову важливість для Угорського королівства.
У 1329 р. король Карл Роберт, що зайняв трон Угорщини в 1301 році, доклав чимало зусиль, щоб придушити опір феодалів і посилити централізацію влади. В ході цієї боротьби деякі володіння супротивників короля були передані його прихильникам, а частина земель перейшли в статус королівської власності. У 1329 році Вишково перестало бути приватним феодальним володінням і перейшло в статус коронного (королівського) міста. У цей же період був утворений Мармароський комітат (територіально-адміністративна одиниця Угорського королівства), Вишково отримав статус центру цієї області. Тут же розташовувався комес (правитель) комітату. Вишківський форпост стає королівським замком і займає становище головного укріплення комітату.
Наприкінці 14 — поч. 15 ст. Вишково на деякий час переходить у власність волоських воєвод Драга та Балка. До цього періоду значення Вишківського замку поступово зменшувалось. За 20 кілометрів на північний захід від Вишківського замку будується потужний кам'яний замок у місті Хусті, який бере на себе функції головного укріплення Мармароського комітату. Паралельно з ростом могутності Хуста тривав занепад Вишківського замку, який втратив колишнє значення. Ймовірно, вже до початку 14 ст. замок був повністю покинутий і більше не відновлювався.
Вишківський замок проіснував відносно недовго — близько 100 років.

## Розташування та план замку

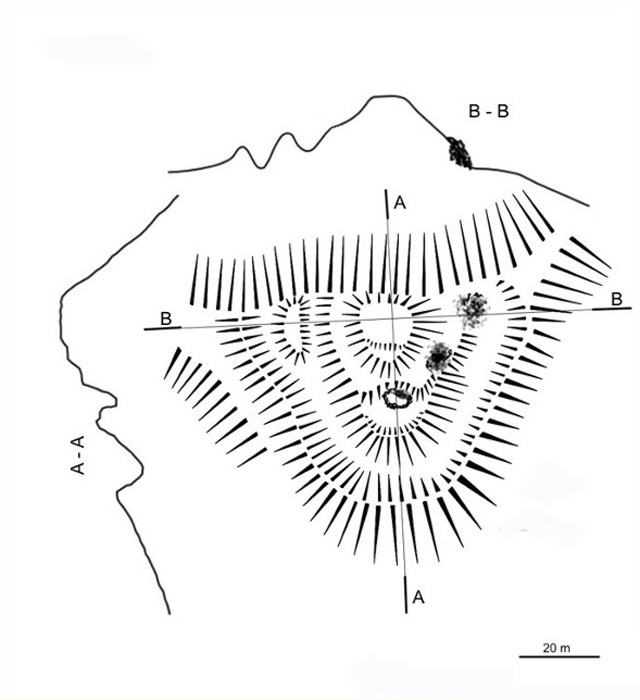
Схема рельєфу залишків Вишківського замку

Замок, що розмістився на верхньому майданчику гори до 30 кв.м., був деревяний і мав трикутну в плані форму. В деяких місцях замчища крізь його вали проступали скелясті породи.
З північного боку підступи до замку надійно захищали стрімкі схили гори. З решти (більш доступних і вразливих) боків захист замку забезпечували кілька ліній земляних валів і ровів. Довжина боків замкового трикутника, утвореного лінією зовнішніх валів, становила близько 60—70 метрів. Усередині цього трикутника пролягала ще одна лінія валів, яка захищала центральну площадку замку. Розміри цього майданчика — приблизно 20х15 метрів. Посеред майданчика височіє невелика тераса розмірами 5х10 метрів. Можливо, колись на центральному майданчику замку стояла сторожова вежа. В скельних виступах є невелике заглиблення для зберігання продуктів.
 
Угорський військовий історик Шоош Елемер (1844—1929 рр.), відомий дослідник фортифікаційних об'єктів, займався вивченням замчища у Вишкові. Ймовірно на основі своїх знань і одержаних у результаті обстеження даних, він створив зображення Вишківського замку. На малюнку Шооша Елемера можна бачити досить потужне укріплення, яке складалося з овалу кам'яних зубчастих стін, що оповили вершину гори. Усередині замчища височіла кам'яна сторожова вежа. Ще одна вежа — надбрамна, прорізала замкову стіну. Декілька мініатюрних башт доповнювали захист основного периметру. До надбрамної вежі та замкових стін примикало приміщення житлового або господарського призначення. Біля підніжжя гори Елемер зобразив допоміжне укріплення круглої в плані форми, так само захищене кам'яними зубчастими стінами. Це укріплення, тобто барбакан, слугувало для захисту шляху, що вів по схилу гори вгору до замкових воріт.